# Bodo Pareigis

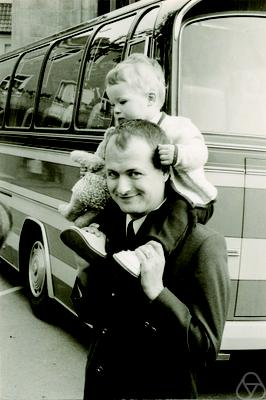
Bodo Pareigis

Bodo Pareigis (* 9. Mai 1937 in Hannover) ist ein deutscher Mathematiker.
Pareigis wurde 1963 an der Universität Heidelberg bei Friedrich Kasch promoviert (Über normale, zentrale, separable Algebren und Amitsur-Kohomologie), wobei die Dissertation bei Alex Rosenberg an der Cornell University angefertigt wurde, und habilitierte sich 1967 an der Universität München, wo er 1968 wissenschaftlicher Rat wurde. 1968/69 und 1971/72 war er Gastprofessor in den USA. 1973 wurde er ordentlicher Professor an der Ludwig-Maximilians-Universität München, an der er 2004 emeritiert wurde.
1981 bis 1990 war er Mitherausgeber der Communications in Algebra, 1993 bis 2008 des New York Journal of Mathematics und 1988 bis 2006 der Publications Mathématiques. 1973 bis 1996 gab er die Algebra-Berichte des Mathematischen Instituts der Universität München mit heraus.
Von ihm stammt ein frühes deutsches Lehrbuch über Kategorientheorie. Er befasste sich mit verschiedenen Aspekten der Algebra (außer Kategorientheorie auch Quantengruppen, Hopfalgebren und nichtkommutativer Geometrie), Computergraphik und endlichen (sequentiellen) dynamischen Systemen mit Methoden der diskreten Mathematik.

## Schriften
- Kategorien und Funktoren, Teubner 1969, PDF
  - Englische Ausgabe: Categories and Functors, Academic Press 1970
- Analytische und Projektive Geometrie für die Computergraphik, Teubner 1990, PDF
- Lineare Algebra für Informatiker, Springer 2000
- mit Friedrich Kasch: Grundbegriffe der Mathematik, Universität München, 1974, 5. Auflage  München: R. Fischer 1995, PDF
- Endliche Hopf-Algebren, München: Uni-Druck 1973
- On K-theory of Hopf algebras of finite type, Algebra-Berichte, München: Uni-Druck 1973